# Abul Qassim Muhammad Ibrahim
Abul Qassim Muhammad Ibrahim fou un militar i polític sudanès.
Era comandant de tropes paracaigudistes quan va participar en el cop d'estat de Gaafar al-Nimeiry de 25 de maig de 1969, i fou un dels deu membres del Consell de Comandament Revolucionari; el març de 1971 va substituir Faruk Hamdallah, considerat pro-comunista, com a ministre de l'Interior i va començar la politització de la policia. Va entrar a la direcció de la Unió Socialista Sudanesa el 1972. El juliol de 1976 Nimeiry va decidir cedir part del poder i va abandonar el càrrec de primer ministre, el de ministre de defensa i la direcció de la Unió Socialista Sudanesa. La cartera de defensa i la secretaria general de la Unió Socialista Sudanesa van passar al comandant Abul Qassim Muhammad Ibrahim que va esdevenir vicepresident primer (l'anterior vicepresident Abel Alier va passar a ser vicepresident segon); un altre destacat membre del partit, al-Rashid Bakr, va ocupar el càrrec de primer ministre i la vicepresidència tercera.
El 19 de juliol Nimeiry va anunciar un projecte de reconciliació nacional i l'alliberament de centenars de presos polítics incloent al secretari general del Partit Comunista del Sudan. El 10 de setembre de 1977 el mateix Nimeiry va reassolir el càrrec de primer ministre però amb Abul Qassim Muhammad Ibrahim, que era ministre de defensa, secretari general de la Unió Socialista Sudanesa i vicepresident primer del país, com a viceprimer ministre. Qassim va restar en aquesta posició fins al desembre de 1979.
A la caiguda del règim el 1985 no fou empresonat a causa d'una suposada mala salut. Després Abul Qassim Muhammad Ibrahim fou nomenat ministre pel nou dictador Omar al-Bashir; al govern de 1996 fou ministre de Relacions amb el Parlament i quan es va demanar el judici de Numeiry va amenaçar amb un bany de sang. Fou també parlamentari del Partit del Congrés Nacional. El 2007 la parlamentària comunista Fatima Ahmad Ibrahim va llençar un dur atac contra Qassim al que va acusar de ser responsable de la mort del seu marit, el líder sindical comunista Al-Shafi Ahmad al-Shaykh, penjat el 28 de juliol de 1971 acusat de participar en el cop d'estat de Hashim al-Atta.